# Vitale Barberis Canonico
Vitale Barberis Canonico er en italiensk klædemølle og tekstilfabrikant, der blev grundlagt i 1663, omkring 80 km nord for Torino i regionen Biella. Francesco Vitale Barberis er den nuværende kreative direktør.
Virksomhedens største kunde er den italienske tekstilproducent og luksus herretøjsvirksomhed Ermenegildo Zegna. Vitale Barberis Canonico har været en familieejet virksomhed i 15 generationer.